# Глід двостовпчиковий
Глід двостовпчиковий, глід згладжений (Crataegus laevigata) — вид квіткових рослин із родини трояндових (Rosaceae).

## Біоморфологічна характеристика
Це дерево чи кущ 2–8 метрів заввишки. Нові гілочки рідко ворсинчасті або голі; колючки на гілочках мало чи численні, міцні, 1 см. Листки: ніжки листків тонкі, 0.8–2 см, голі, не залозисті; листові пластини від широко еліптичних до зворотно яйцюватих, 1.4–5.8 см, основа клиноподібна, часточок 1 чи 2 на кожному боці, верхівки часток тупі, краї пилчасті, крім проксимальної частини, нижня поверхня блідо-зелена, ± ворсиста вздовж жилок і в пазухах, верхня поверхня ± блискуча й темно-зелена, ворсиста на жилках. Суцвіття 3–11-квіткові, нещільні. Квітки 12–22 мм у діаметрі; гіпантій голий; чашолистки 1.5–2.5 мм; тичинок 20; пиляки пурпурні; стовпчиків 2 чи 3. Яблука яскраво-червоні, круглі або ± циліндричні, 6–14 мм у діаметрі. Період цвітіння: травень і червень.

## Ареал
Поширений на більшій частині Європи (Австрія, Литва, Латвія, Естонія, Білорусь, Бельгія, Росія, Чехія, Словаччина, Данія, Франція, Німеччина, Люксембург, Ліхтенштейн, Велика Британія, Угорщина, Італія, Нідерланди, Норвегія, Польща, Румунія, Іспанія, Швеція, Швейцарія, Україна, Хорватія, Словенія, Боснія і Герцеговина); інтродукований до штату Вашингтон і до Ірландії.
Населяє старовинні світлі ліси, узлісся, старі живоплоти та береги річок. Він також зростає на відкритих пасовищах і асоціюється з дубами та буками. Як правило, це низинний вид і тіньовитривалий.
В Україні вид зростає у лісах — на Закарпатті, зрідка.

## Використання
Плоди вживають сирими чи приготованими чи сушать для пізнішого використання. М'якуш борошнистий, сухий, не дуже апетитний. Молоді листки й молоді пагони гарні в салаті. Замінником чаю є молоде листя. Смажене насіння є замінником кави.
Застосовується в основному для лікування захворювань серця та кровоносної системи, особливо стенокардії. Плід має спазмолітичну, серцеву, сечогінну, заспокійливу, тонізуючу та судинорозширювальну дію. Глід поєднується з гінкго (Ginkgo biloba) для покращення поганої пам'яті, покращуючи кровопостачання мозку. Кора є в'яжучим засобом і використовувалася для лікування малярії та інших хвороб, які перебігають з гарячками. Вважається, що коріння стимулює серцеві артерії.
Це хороша рослина для живої огорожі. Рослина часто використовується як підщепа для кількох видів садових фруктів, таких як мушмула (Mespilus germanica) і груша (Pyrus communis sativa). Деревина дуже тверда і міцна, але важко обробляється. Вид рідко буває достатньо великим, щоб мати велику цінність. Використовується для виготовлення ручок інструментів, невеликих дерев'яних виробів тощо. Деревина є чудовим паливом, виділяє багато тепла, навіть більше, ніж дуб.

## Галерея

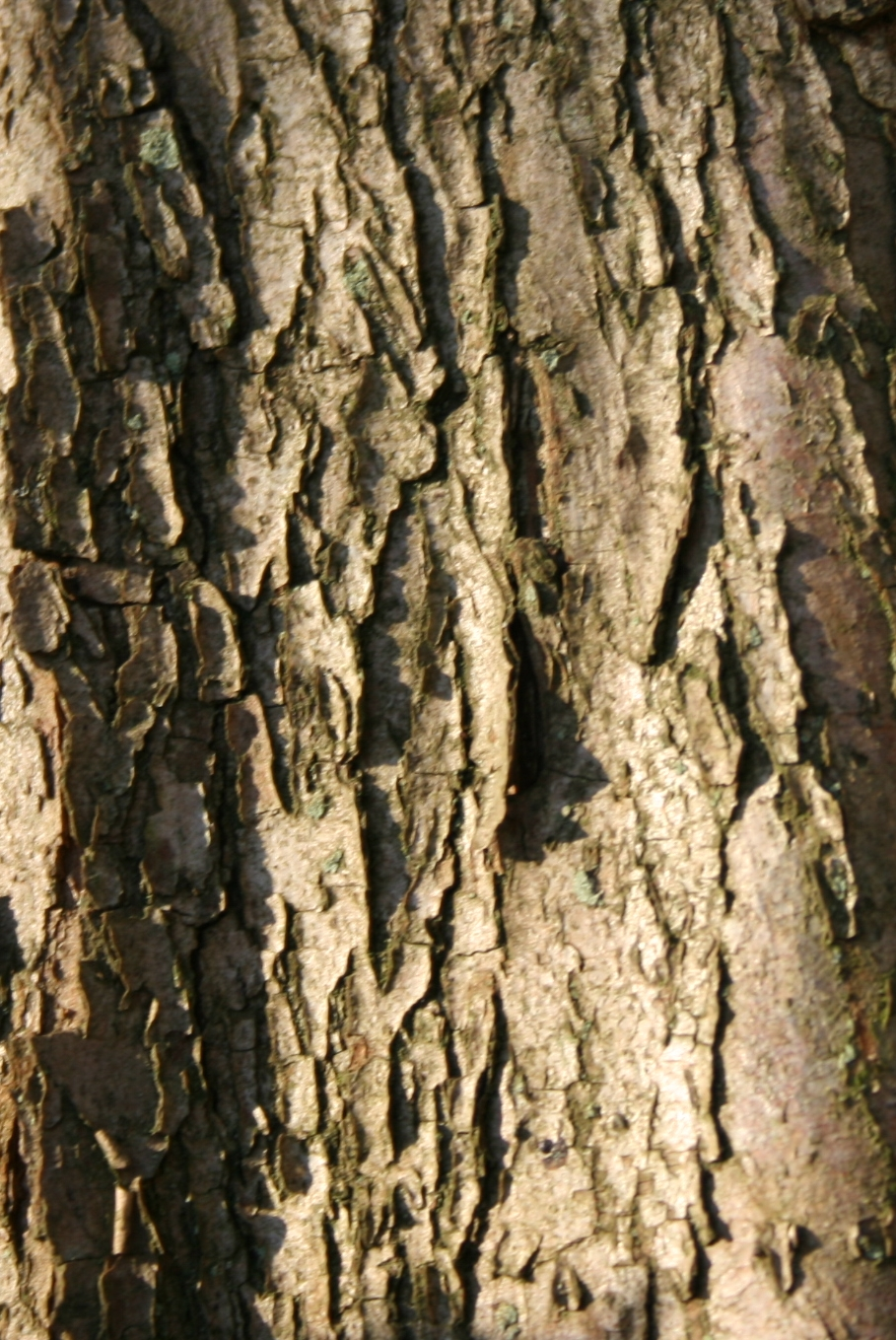
кора на старому дереві
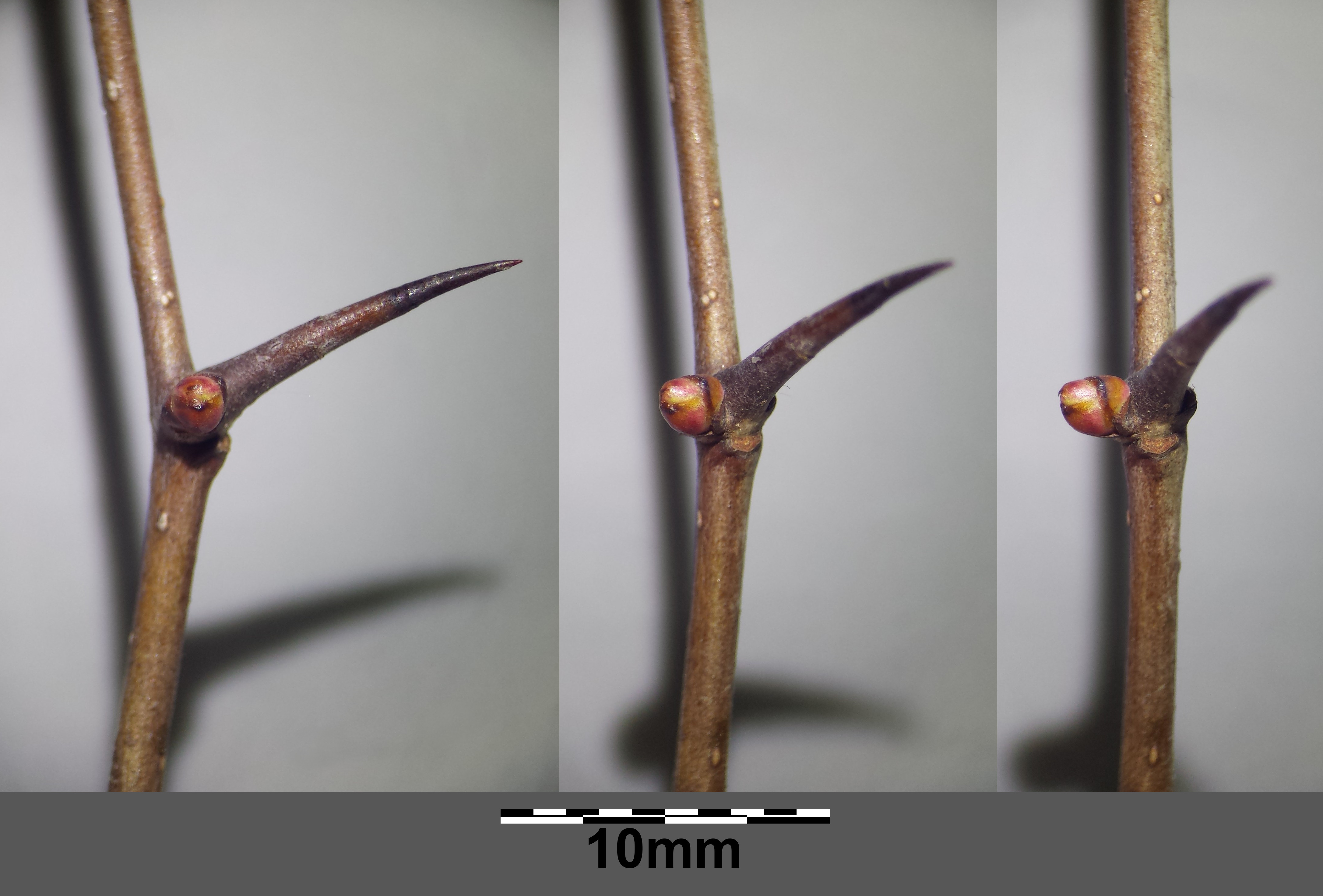
колючки
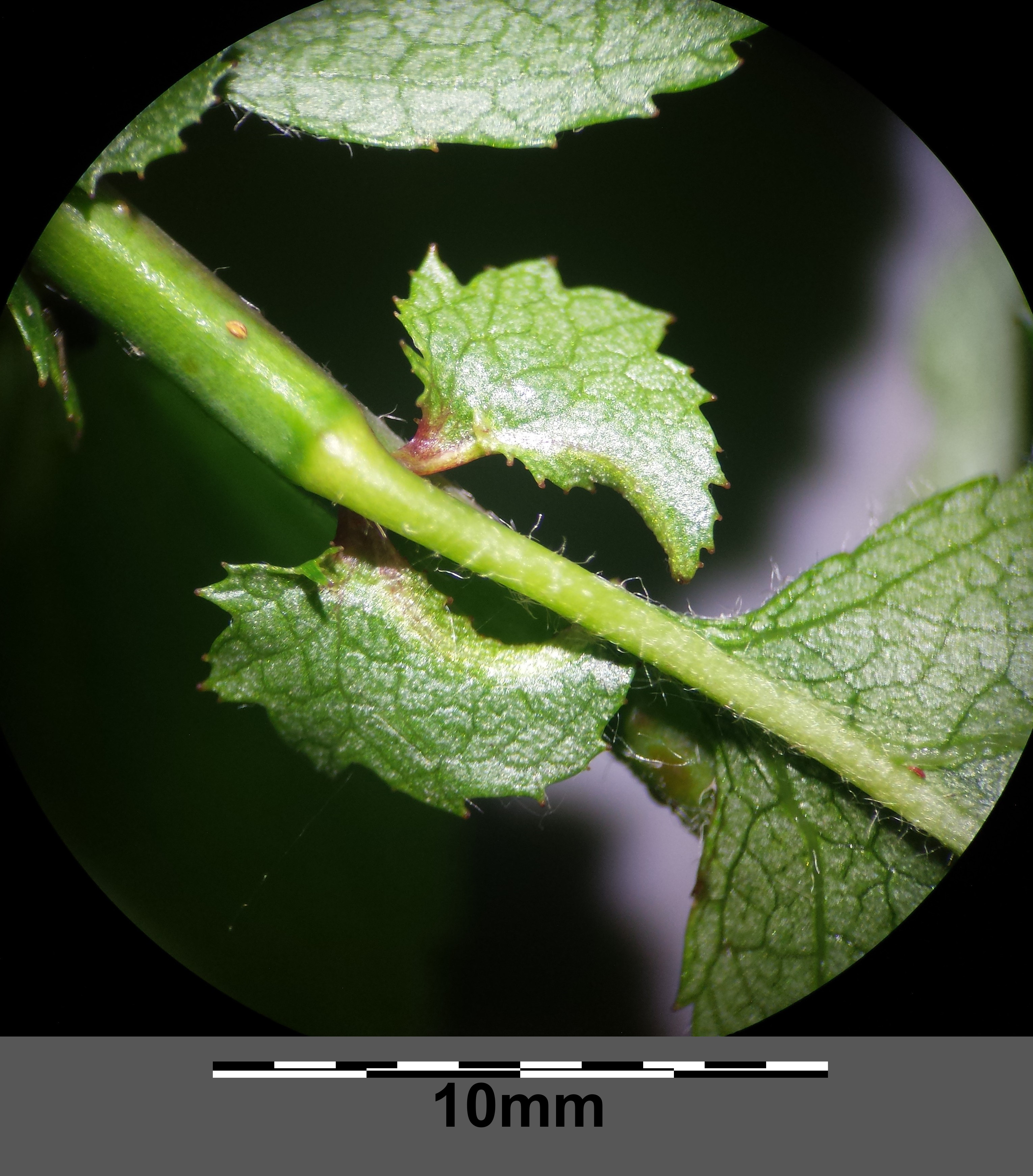
стебло з прилистками
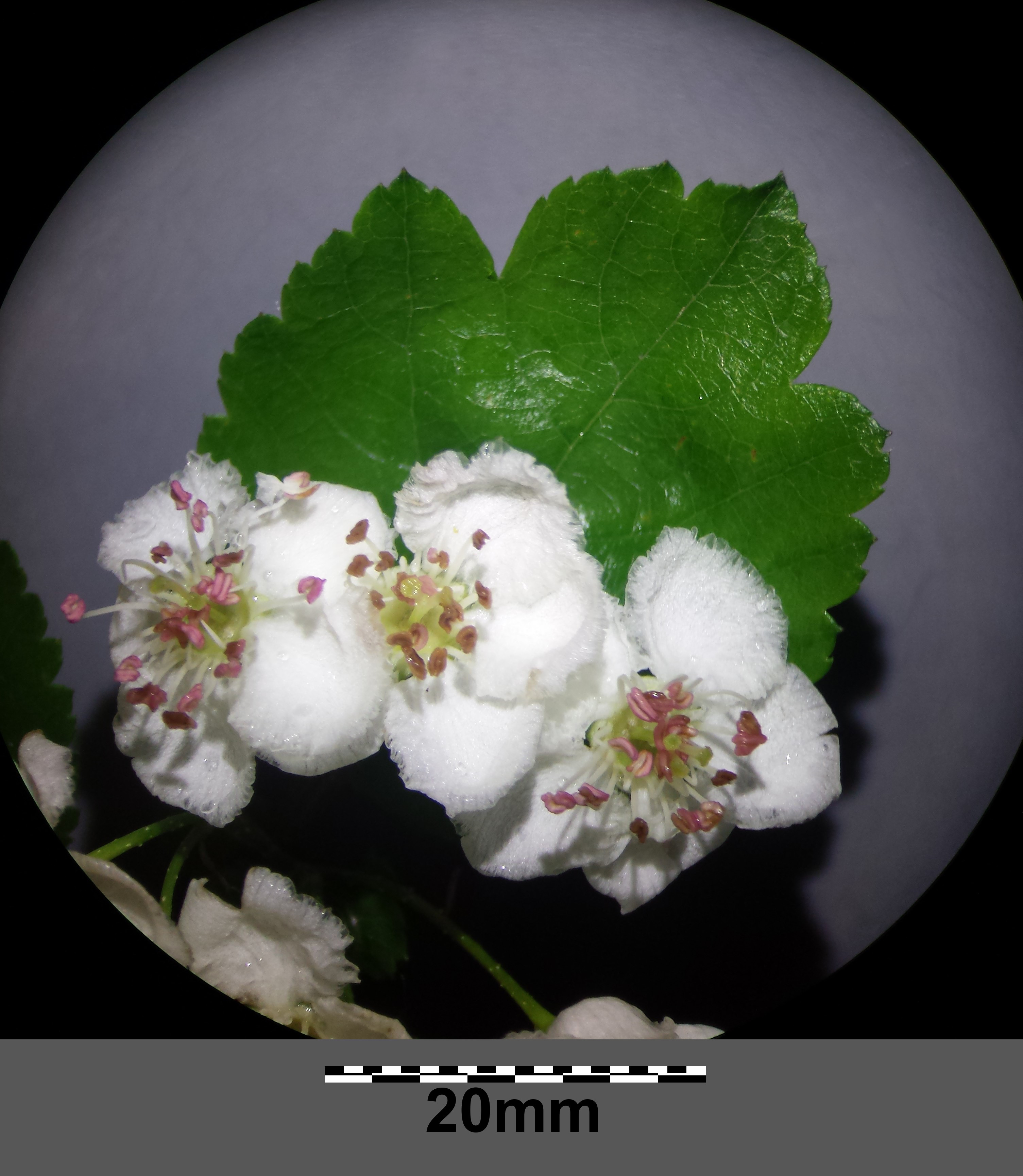
квіти
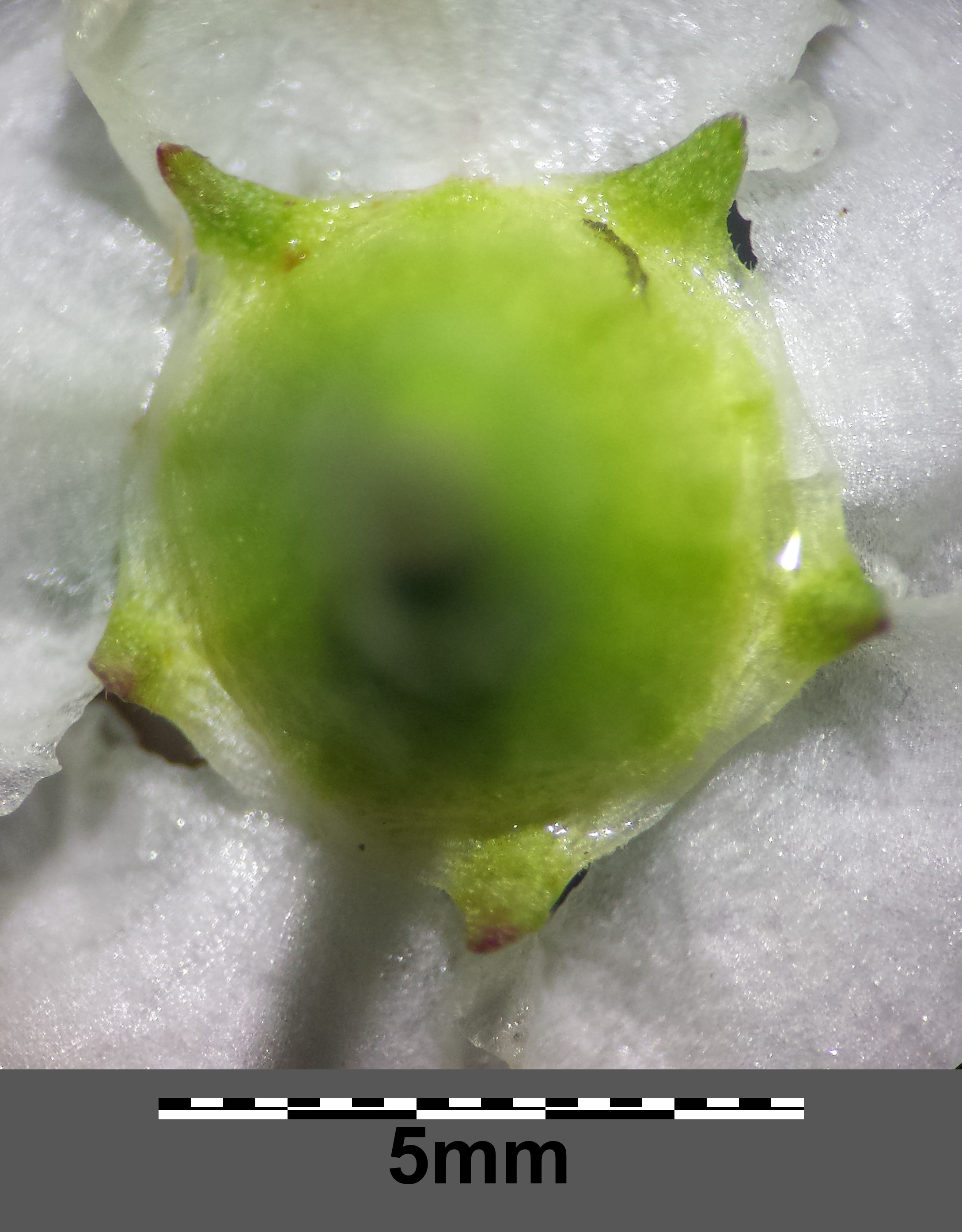
чашечка
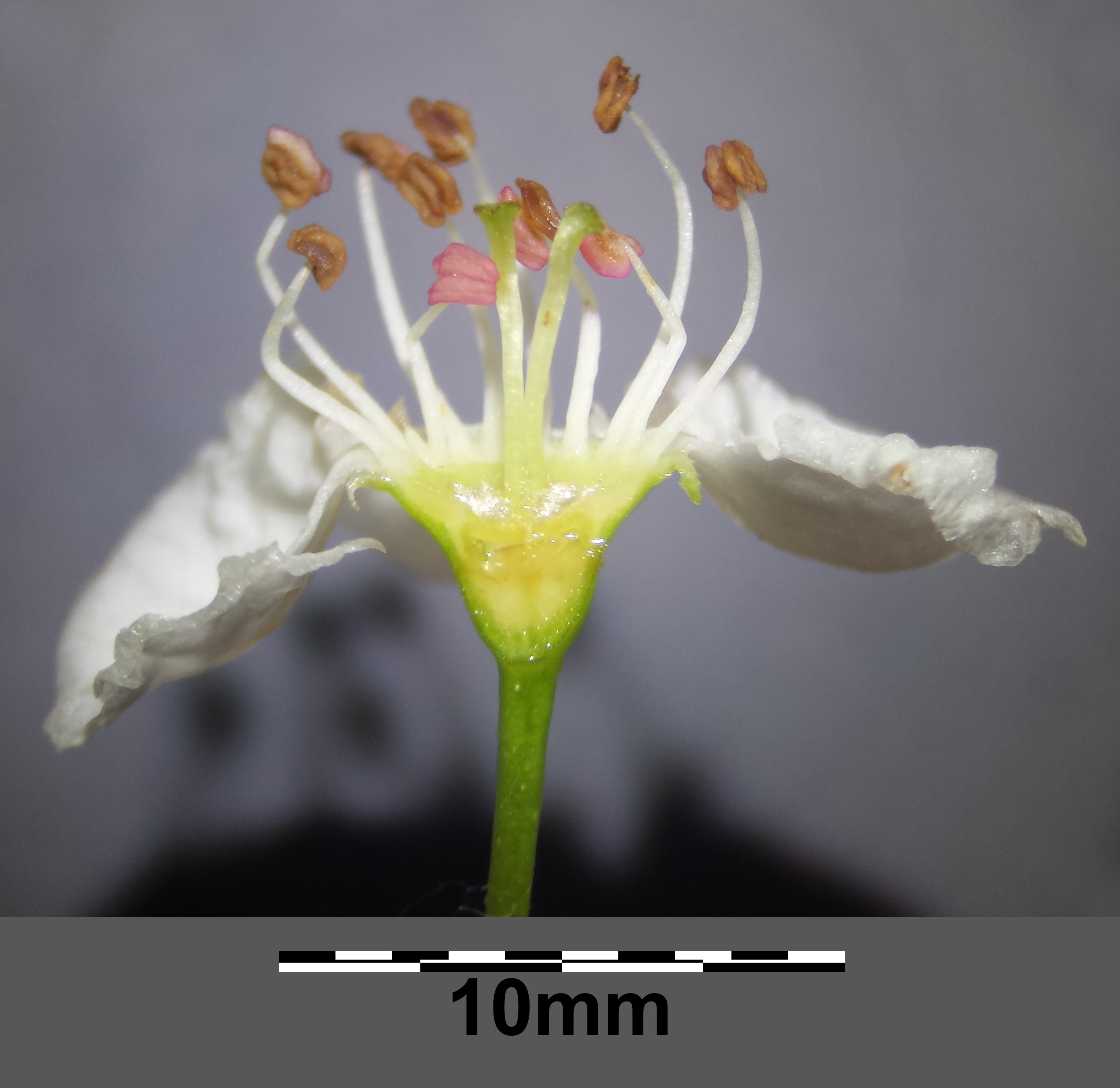
квітка в розрізі
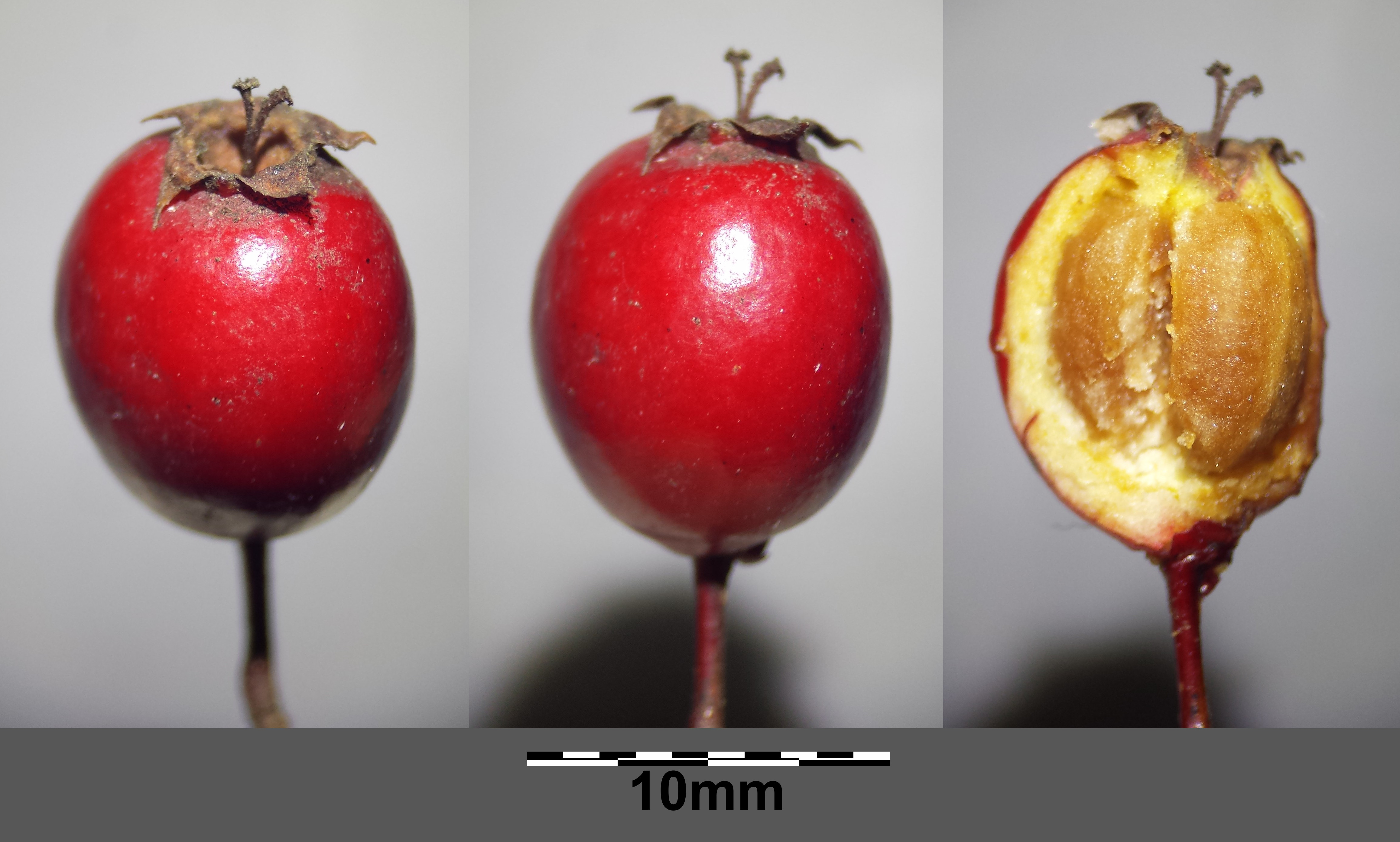
плоди
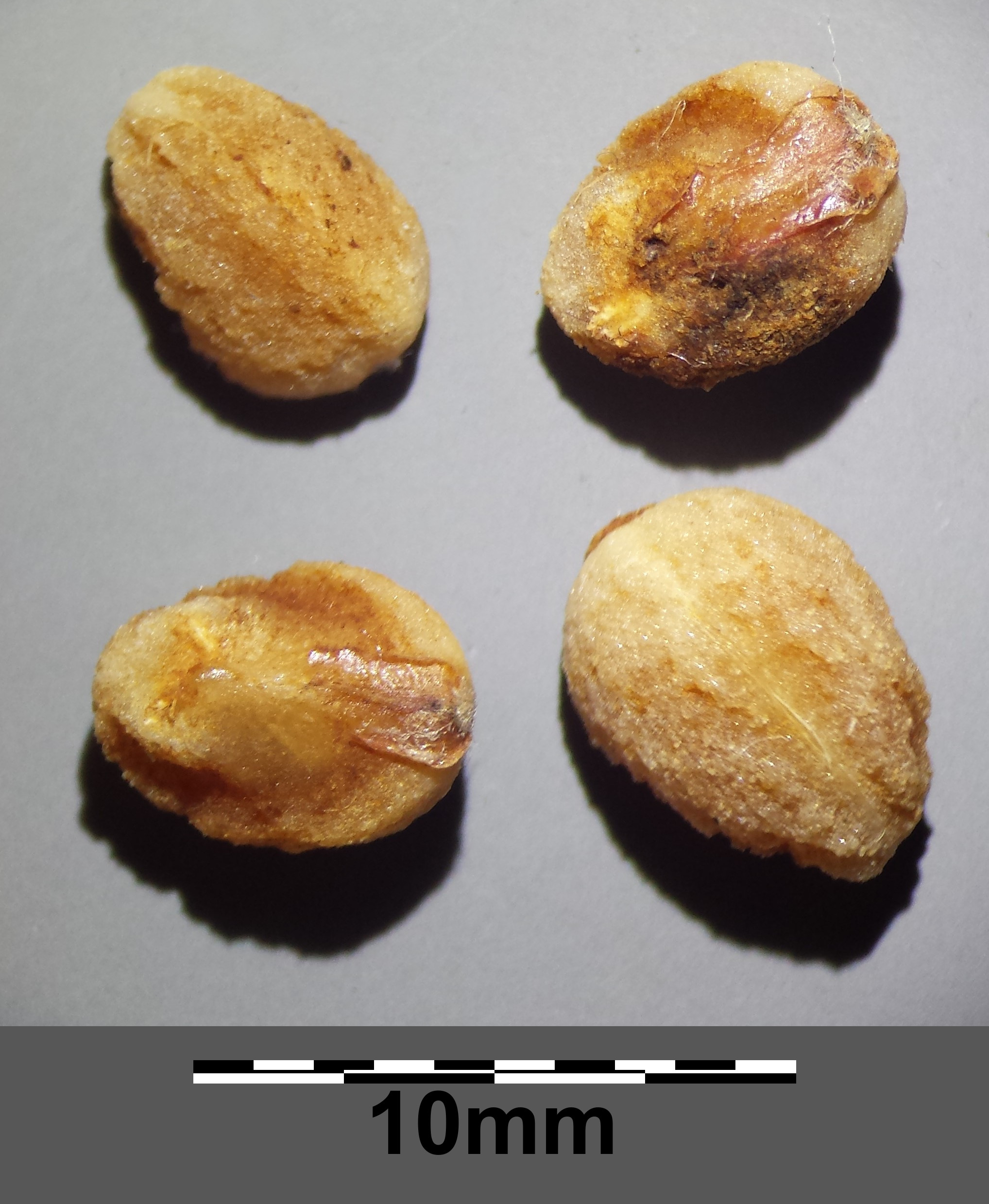
насіння
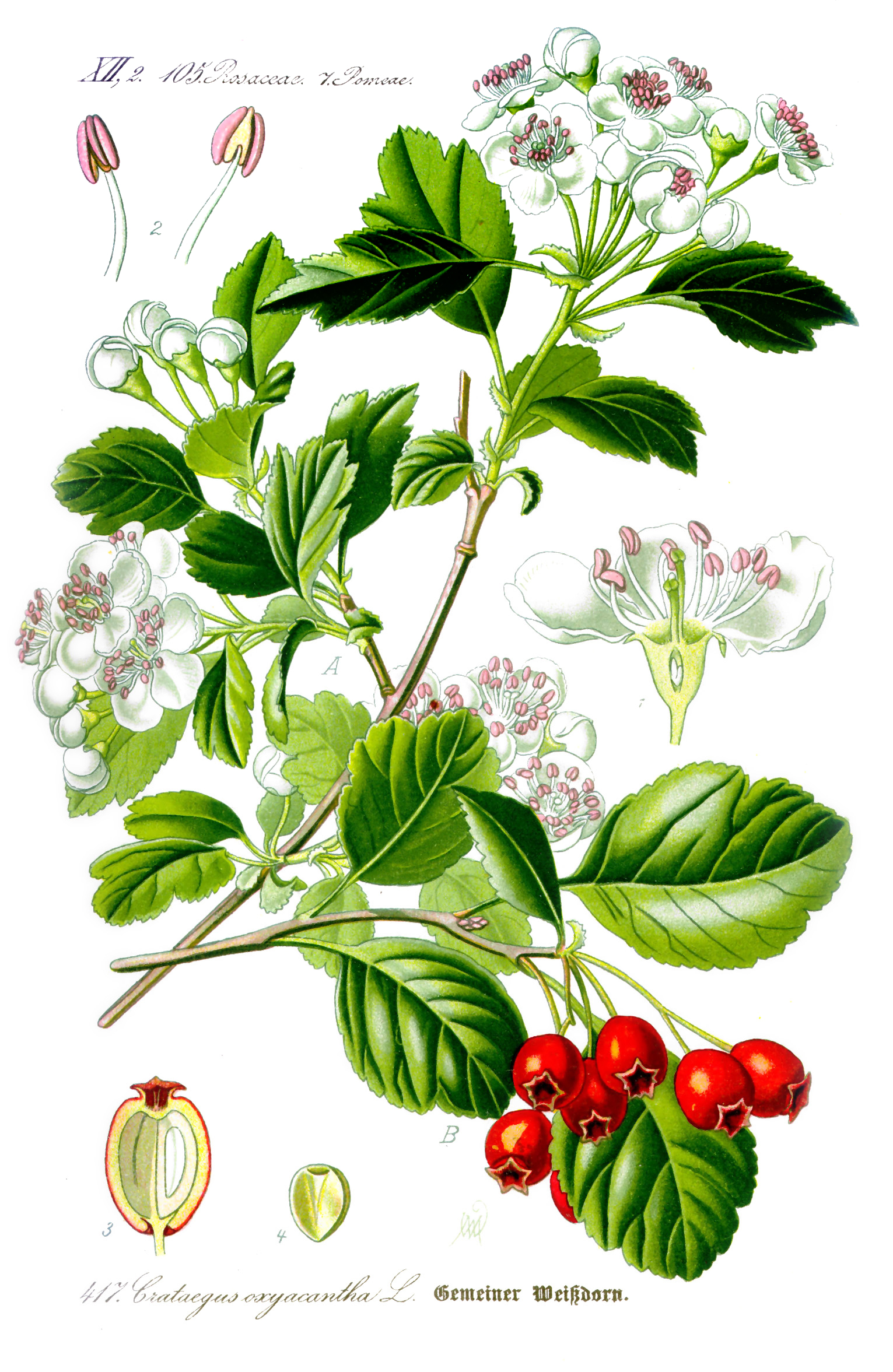
ілюстрація
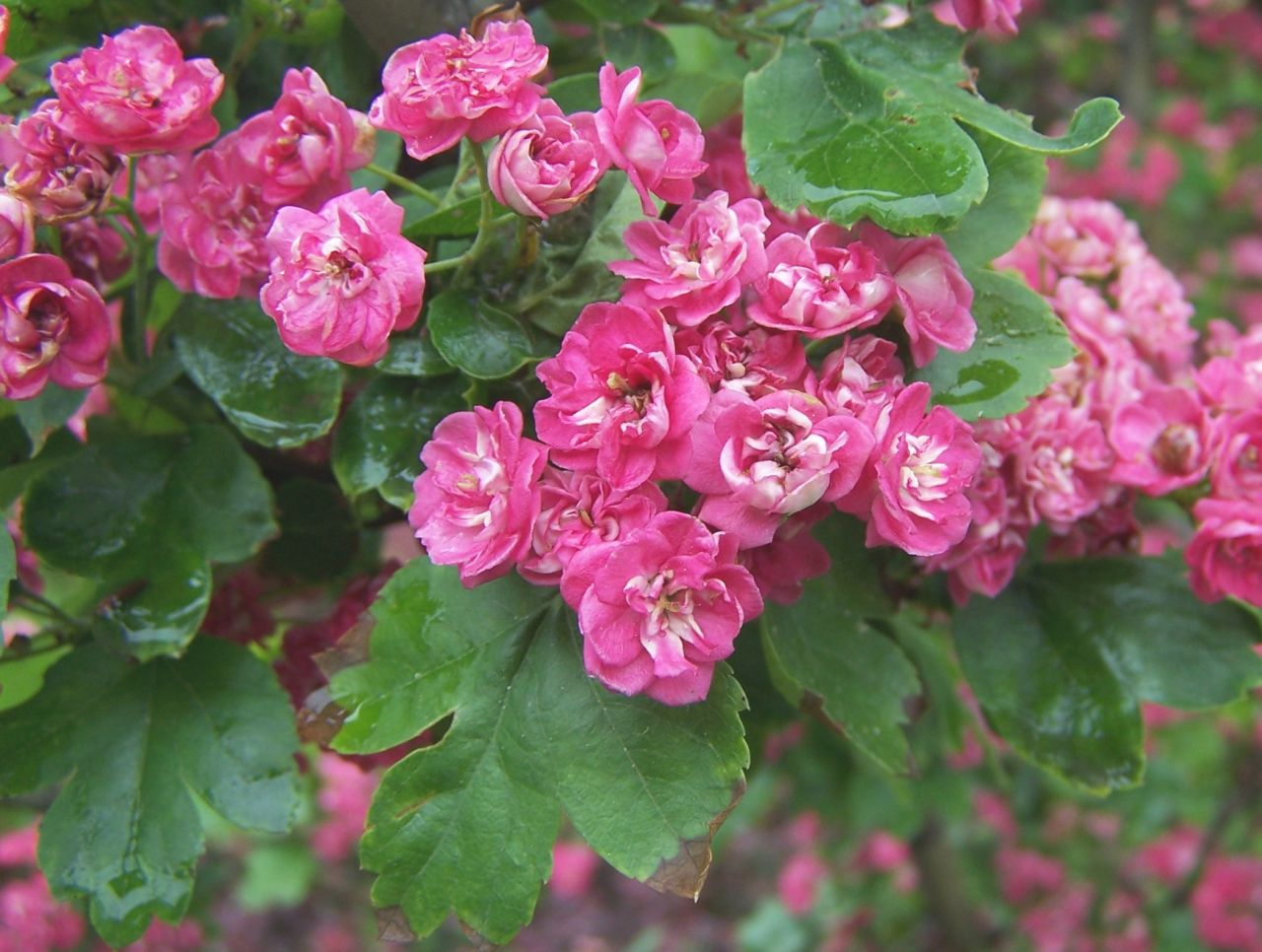
декоративний сорт `Paul`s Scarlett`